# Art Bisch
Art Bisch (Mesa, 10 november 1926 – Atlanta, 4 juli 1958) was een Amerikaans Formule 1-coureur.
Hij reed eenmaal een Grand Prix; de Indianapolis 500 van 1958. Hij werd in deze race 33e.
Hij stierf in een crash op het circuit Lakewood Speedway, een maand na zijn eerste overwinning in de Champ Car.